# Tom Barrett
Pour les articles homonymes, voir Barrett.
Thomas Mark Barrett, dit Tom Barrett, né le 8 décembre 1953 à Milwaukee (Wisconsin), est un homme politique et diplomate américain. Membre du Parti démocrate, il est élu à la Chambre des représentants des États-Unis pour le Wisconsin entre 1993 et 2003, puis est maire de Milwaukee de 2004 à 2021.  
Barrett est le candidat démocrate en 2010 et 2012 au poste de gouverneur du Wisconsin, mais est battu par deux fois par Scott Walker, candidat du Parti républicain. Il est ambassadeur des États-Unis au Luxembourg de 2022 à 2025.

## Biographie
Barrett grandit à West Side, une banlieue de Milwaukee. Il obtient un diplôme de l'université du Wisconsin à Madison en 1976 et un Juris Doctor de l'université du Wisconsin en 1980.
Il est assistant du juge Robert W. Warren à la cour pour le district oriental du Wisconsin de 1980 à 1982. Il est candidat à l'Assemblée de l'État du Wisconsin en 1982 mais échoue. Il est finalement élu en 1984, puis réélu en 1986 avant d'être candidat au Sénat du Wisconsin en 1988 et est élu. En 1992, le représentant Jim Moody se présente au Sénat des États-Unis et Barrett est élu représentant du 5e district du Wisconsin, avant d'être réélu à quatre reprises, en 1994, 1996, 1998 et 2000.
Le recensement de 2000 entraîne la perte d'un siège pour la délégation du Wisconsin, le redécoupage des districts électoraux fusionne les 4e et 5e districts de l'État. Plutôt que de mener une primaire contre le démocrate Jerry Kleczka, représentant du 4e district, Barrett chercher à obtenir l'investiture démocrate pour l'élection au poste de gouverneur. La primaire est serrée et Barrett arrive deuxième, à 4 points de l'attorney general Jim Doyle et la cheffe de l'administration du comté de Dane, Kathleen Falk, en troisième position. Doyle est élu gouverneur lors de l'élection générale.
En 2004, Barrett est élu maire de Milwaukee en battant avec 54 % des suffrages le sortant Marvin Pratt (en), devenu maire par intérim à la suite de la démission de John Norquist (en). Barrett est réélu en 2008 avec 79 % des voix, le plus haut pourcentage pour un candidat à l'élection municipale depuis 40 ans. Barrett était toutefois opposé à un candidat « socialiste ».
En août 2009, Jim Doyle annonce qu'il n'est pas candidat à un troisième mandat de gouverneur du Wisconsin en 2010. Le 15 novembre 2009, Barrett annonce officiellement sa candidature. Lors de l'élection le 2 novembre 2010, il est battu par le républicain Scott Walker par 52 % des voix contre 46 %.
En 2011, Walker s'attaque aux droits, retraites et couverture santé des travailleurs de l'État[non neutre]. Cette mesure entraîne de nombreuses manifestations et un vote de révocation (« recall ») est lancé contre lui. En conséquence, une élection de confirmation a lieu entre Walker et Barrett le 5 juin 2012. Walker est confirmé dans ses fonctions par 53 % contre 46 %.
Il est réélu maire le 1er avril 2008 avec 79 % des voix face à l'indépendant Andrew Shaw qui obtient 21 %.

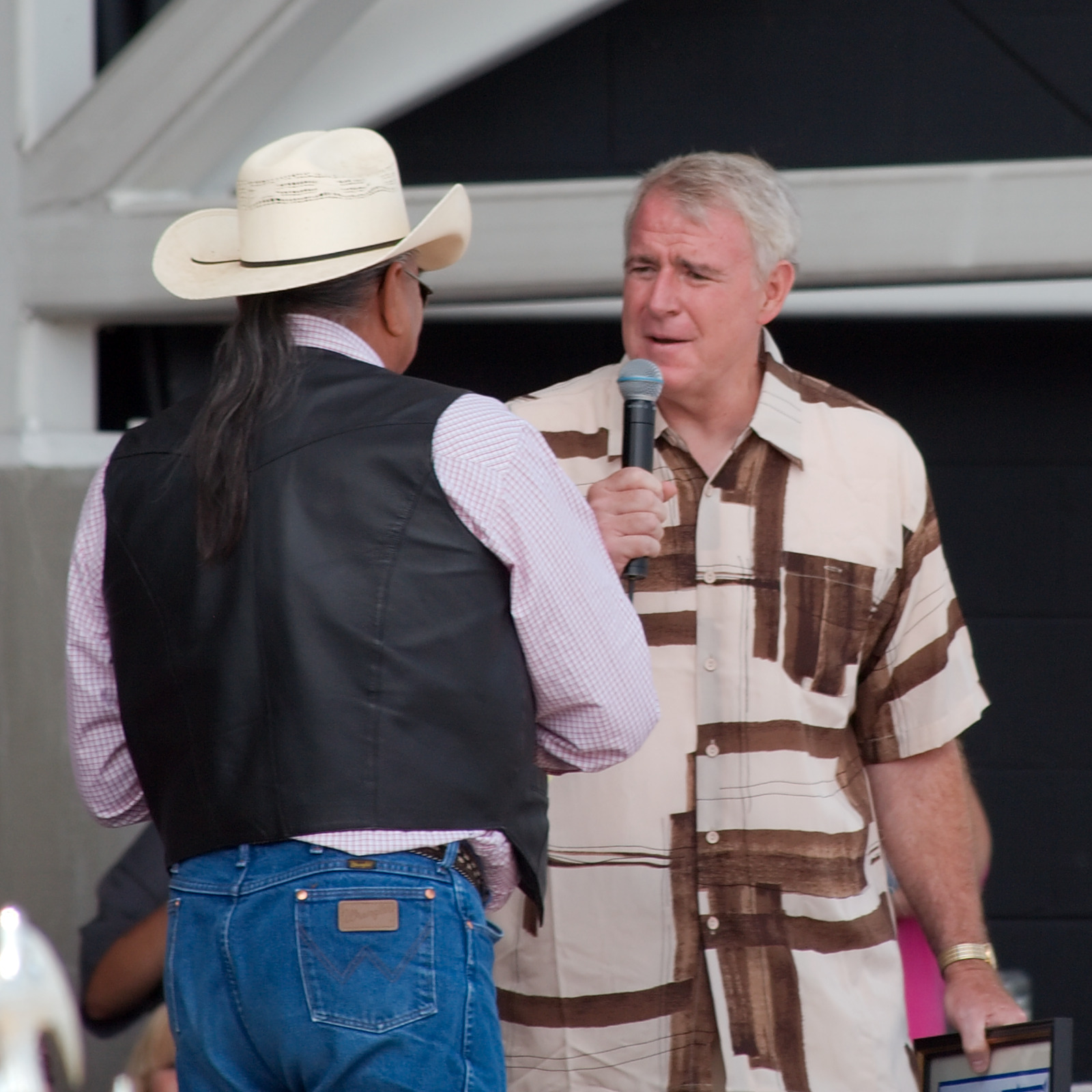
Tom Barrett en 2008.

Le 15 août 2009, alors qu'il quitte la foire de l'État avec sa famille, Barrett entend une femme crier face à un homme avec une barre métallique. Barrett s'interpose et appelle la police mais se fait battre et s'effondre après des coups à la tête. L'homme s'enfuit à l'arrivée de la police et le maire est hospitalisé. Le suspect, Anthony J. Peters, est arrêté le lendemain. Barrett est blessé à la tête, a perdu plusieurs dents et sa main droite est gravement fracturée, à tel point qu'il ne retrouvera pas l'usage complet de ses fonctions motrices. Barrett reçoit un appel du président Barack Obama pour le féliciter de son action.
Il est réélu maire le 3 avril 2012 avec 70,46 % des voix, le 5 avril 2016 avec 69,95 % et enfin le 7 avril 2020, il obtient un cinquième mandat avec 62,55 % des voix face à la sénatrice de l'État Lena Taylor.
Le 25 août 2021, le président Joe Biden annonce son intention de nommer Barrett au poste d'ambassadeur des États-Unis au Luxembourg. Sa nomination est confirmée par le Sénat le 16 décembre 2021. Le 10 février 2022, il présente ses lettres de créance au grand-duc de Luxembourg Henri. Il quitte son poste en janvier 2025.